# Everything Put Together (Tutto sommato)
Everything Put Together (Tutto sommato) (Everything Put Together) è un film del 2000 diretto da Marc Forster.

## Trama
Angie è incinta, così come lo sono le sue amiche Judith e Barbie, per il cui nascituro ha prontamente accettato di fare da madrina. Nonostante il caloroso supporto dei conoscenti e del marito Russ, però, Angie non riesce proprio a levarsi dalla testa certe inquietudini pre-parto che fanno breccia nella sua tranquilla esistenza da quartiere residenziale. Sembrerebbero finalmente fugate quando il bambino, un maschio, nasce senza problemi, ma, mentre è ancora ricoverata in convalescenza, Angie riceve la notizia che è avvenuta una morte in culla. Angie si chiude in sé stessa, rifiutando il supporto di Russ, mentre le sue amiche la trascurano essendo troppo impegnate come neo-mamme e alla fine la isolano quando inizia a manifestare comportamenti problematici e potenzialmente pericolosi verso i loro figli. Incapace di affrontare la realtà, Angie comincia a dubitare di tutto e tutti, arrivando a sospettare di essere vittima di un piano crudele e mistificatorio.

## Produzione
Le riprese sono cominciate nel luglio 1999 e sono durate due settimane. Il film è stato girato con un budget minore di 10 mila dollari e interamente in MiniDV con una Sony DCR-VX1000, utilizzando luci naturali. È stato montato con AVID.

## Distribuzione
Il film è stato presentato in anteprima il 24 gennaio 2000 al Sundance Film Festival. Tuttavia, a causa del suo essere, come dichiarato da Forster: «troppo cupo; troppo poco accessibile; troppo piccolo; non abbastanza commerciale», ha faticato ad ottenere una distribuzione cinematografica negli Stati Uniti. È stato infine acquisito dal neonato braccio distributore dell'American Cinematheque, American Cinematheque Presents. In mancanza di un budget adatto per la promozione del film, quest'ultimo ha preferito distribuirlo gradualmente nei cinema d'essai delle varie città statunitensi a partire dal 9 novembre 2001 con New York, per poi passare il mese successivo a San Francisco e Chicago, per dargli tempo di capitalizzare sul passaparola generato dal successivo film di Forster, il ben più commerciale Monster's Ball - L'ombra della vita (2001).
È stato distribuito nelle sale cinematografiche italiane a partire dal luglio 2002.

## Riconoscimenti
- 2000 - Sundance Film Festival
  - In concorso per il Gran premio della giuria: U.S. Dramatic
- 2001 - Independent Spirit Award
  - Someone to Watch Award a Marc Forster
  - Candidatura per il miglior film sotto i 500.000 dollari